# 北上弥太郎
北上 弥太郎（きたがみ やたろう、1932年1月6日 - 1987年9月3日）は、日本の映画俳優・歌舞伎俳優。

## 人物
7代目嵐吉三郎の長男。東京市日本橋区出身。本名・北上弥太郎。1940年10月、大阪歌舞伎座で4代目嵐鯉昇で初舞台を踏む。1952年、映画に転向し本名を名乗る。弥太朗（彌太朗）とした時期もある。1984年歌舞伎に復帰し、8代目嵐吉三郎を名乗る。屋号: 岡嶋屋。

## 出演

### 映画
- 1952 出世鳶 松竹京都
- 1952 鞍馬天狗 天狗廻状 松竹京都
- 1952 月形半平太 松竹京都
- 1952 血闘鳥辺山 お染半九郎 松竹京都
- 1952 柳生の兄弟 松竹京都
- 1952 若君罷り通る 松竹京都
- 1952 唄祭り清水港 松竹京都
- 1953 疾風からす隊 松竹京都
- 1953 新東京行進曲 松竹大船 . 林三郎
- 1953 あっぱれ五人男 松竹京都
- 1953 ひばり捕物帳 唄祭り八百八町 松竹京都 美空ひばり
- 1953 あばれ獅子 松竹京都 麒太郎
- 1953 山を守る兄弟 松竹京都
- 1953 長七郎捕物帳 若君逆襲す 松竹京都
- 1953 勢揃い大江戸六人衆 松竹京都
- 1954 美空ひばりの春は唄から 松竹大船
- 1954 お役者変化 松竹京都
- 1954 濡れ髪権八 松竹京都
- 1954 快盗三人吉三 松竹京都
- 1954 美男天狗党 松竹京都
- 1954 伝七捕物帖 刺青女難 松竹京都
- 1954 忠臣蔵 花の巻・雪の巻 岡野金右衛門
- 1954 水戸黄門漫遊記 天晴れ浮世道中 松竹京都
- 1955 八州侠客伝 白鷺三味線 松竹京都
- 1955 明治一代女 新東宝 ... 沢村仙枝
- 1955 酔いどれ囃子 松竹京都
- 1955 伊達男罷り通る 妙法院勘八 松竹京都
- 1955 浪人吹雪 松竹京都
- 1955 あっぱれ腰抜け珍道中 松竹京都
- 1955 清水の三ン下奴 新東宝
- 1955 赤城の血祭 新東宝
- 1955 大江戸出世双六 松竹京都
- 1956 「少年宮本武蔵」より 晴姿稚児の剣法 松竹京都
- 1956 大当り男一代 松竹京都
- 1956 君のうたごえ 松竹大船
- 1956 旅がらす伊太郎 松竹京都
- 1956 流転 松竹京都 井上靖原作... 長次郎
- 1956 怪盗鼠小僧 祭に消えた男 松竹京都 ... 次郎吉
- 1956 のんき侍大暴れ 松竹京都 徳川万五郎
- 1956 スタジオ超特急 松竹大船
- 1956 女優誕生 松竹大船
- 1956 京洛五人男 松竹京都
- 1956 相馬の唄祭 松竹京都
- 1957 りんどう鴉 松竹京都 むささび勘太
- 1957 浪人街 京都映画 土居孫八郎
- 1957 折鶴さんど笠 松竹京都 いたちの弥吉
- 1957 怪談色ざんげ 狂恋女師匠 松竹京都 . 直吉
- 1957 大忠臣蔵 松竹京都 ... 浅野内匠頭
- 1957 次郎長外伝 石松と追分三五郎 松竹京都
- 1957 赤城の子守唄 松竹京都
- 1958 伝七捕物帳 髑髏狂女 松竹京都
- 1958 江戸群盗伝 松竹京都
- 1958 清水の佐太郎 松竹京都
- 1958 天保水滸伝 松竹京都
- 1958 大岡政談 謎の逢びき 松竹京都
- 1958 昨日は昨日今日は今日 松竹京都
- 1958 紅蝙蝠 歌舞伎座 藍坂帯刀
- 1958 水戸黄門漫遊記 松竹京都
- 1958 妻恋道中 松竹京都
- 1959 弥次喜多民謡道中記 奥州街道の巻 松竹京都
- 1959 水戸黄門漫遊記 御用御用物語 松竹京都
- 1959 姫夜叉行状記 松竹京都
- 1959 花の番随院 松竹京都
- 1959 巌流島前夜 松竹京都
- 1960 お嬢さん三度笠 大映京都
- 1960 女の坂 松竹京都
- 1960 怪談累が淵 大映京都 深見新五郎
- 1960 お夏捕物帳 通り魔 松竹京都
- 1960 親バカ子バカ 松竹京都
- 1960 月の出の決闘 大映京都 徳次郎
- 1961 あの波の果てまで 後篇 松竹大船
- 1961 寛美の三等社員 松竹京都 藤山寛美
- 1961 サラリーマン手帳 坊ちゃん社員とぼんぼん社員 松竹京都
- 1962 寛美の我こそは一等社員 松竹京都
- 1962 しのび逢い 松竹大船
- 1963 残菊物語 松竹京都
- 1969 妖艶毒婦伝 お勝兇状旅 東映東京 三上新三郎
- 1970 美空ひばり・森進一の花と涙と炎 松竹大船
- 1977 聖母観音大菩薩 若松プロ＝ＡＴＧ 中年男

### テレビドラマ
- 待っていた男 CX 1961
- 玉章 NHK教育 1964 原作 室生犀星「山吹」「玉章」
- 天下を取れ NTV 1964
- 散る花びらに TBS 1964 原作 真山青果「頼朝の死」
- 銭形平次（CX） ※大川橋蔵版
  - 第87話「女郎蜘蛛」（1967年）
  - 第203話「御用金の行方」（1970年）
  - 第239話「女の罠」（1970年）
  - 第322話「美女えらび」（1972年）
  - 第597話「謝り八州」（1977年）
  - 第775話「大先輩八十歳」（1981年）
- 剣豪 第3話「竜馬を斬った凄い奴」（1970年、NET）
- 絵島生島（1970年、12ch）- 徳川家宣
- 日本怪談劇場 第4話「怪談 宇津谷峠」（1970年、12ch） - 堤婆の仁三
- 千葉周作 剣道まっしぐら 第13話「泣くな！ 周作」（1971年、TBS）- 望月伊織
- 大江戸捜査網（12ch）
  - 第21話「怪談すすり泣く怪刀」（1971年）　- 本田右京
  - 第66話「おんな一代いのちの舞い」（1972年） - 結城源十郎
  - 第209話「足でかせいだ男」（1975年） - 森三左衛門
  - 第280話「怒りの白昼殴り込み」（1977年）　- 佐太郎
  - 第301話「壮烈!首領暁に死す」（1977年） - 町奉行・朝倉
  - 第443話「海女が明かす大爆破の謎」（1980年） - 葉山修理亮
  - 第464話「美女誘拐 秘められた過去」（1980年） - 茂作
- 大忠臣蔵（1971年、NET） - 戸川備前守
- プレイガール 第159話（1972年、12ch）「裸になって殺されて」- 徳蔵
- 弥次喜多隠密道中 第24話「過去を持つ男（多度津・香川）」（1972年、NTV）
- 破れ傘刀舟　悪人狩り（NET）
  - 第39話「どぶ木戸の詩」（1975年） - 島崎左近
  - 第56話「闇に咲く白粉花」（1975年） - 本多和泉守
  - 第78話「呪われた愛」（1976年） - 戸田備中守
  - 第99話「黄金の腕」（1976年） - 稲葉大炊頭忠頼
- 遠山の金さん（NET → ANB）※杉良太郎版
  - 第61話「浪花の仇を江戸で討て!」（1976年）-豊田勘兵衛
  - 第82話「三割三分三厘」（1977年）-勘定奉行所組頭・栗原甚九郎
- 破れ奉行（1977年、ANB / 中村プロ）
  - 第13話「人買い! 女地獄船」 - 喜多見弥之亟
  - 第21話「暗黒街の白い罠」 - 矢崎外記
- 伝七捕物帳
  - 日本テレビ版 第158話「寄り合う肩に情の十手」（1977年、NTV）  - 佐伯文吾
  - テレビ朝日版 第15話「お光のお願い」（1977年、ANB）
- 新五捕物帳 第32話「さむらい無情」（1978年、NTV）
- 水戸黄門 第9部 第4話「芝居になった悪い奴 ‐福島‐」（1978年、TBS / C.A.L） - 市川東十郎 ※北上弥太朗名義
- 桃太郎侍 第142話「瓦版修業は命がけ」（1979年、NTV）  - 樽屋与左ヱ門
- 遠山の金さん 第13話「危うし!遠山金四郎 お命頂戴!」（1982年、ANB） - 矢崎兵馬 ※高橋英樹版